# 六苯乙烷
六苯乙烷 是一种假想的有机化合物 ，由乙烷的氢原子都被苯基取代而成。所有尝试合成六苯乙烷的反应都失败了。 三苯甲基自由基，化学式 Ph3C·，以前被认为会二聚成六苯乙烷。 然而，对该二聚体的核磁共振波谱进行检查后发现，由于严重的空间位阻，它实际上是非对称的物质冈伯格二聚体，而不是六苯乙烷。
不过，一种六苯乙烷的衍生物：六(3,5-二叔丁基苯基)乙烷已被合成，其中中间的 C–C 键有着不寻常长的 167 pm （相较于一般的碳碳单键的 154 pm）。据认为是叔丁基取代基之间的色散力造成该有极大空间位阻的分子稳定性的原因。 

## 扩展阅读
- Uchimura, Yasuto; Takeda, Takashi; Katoono, Ryo; Fujiwara, Kenshu; Suzuki, Takanori. . Angewandte Chemie International Edition. 2015, 54 (13): 4125. doi:10.1002/anie.201501649 .